# Württemberská Tssd

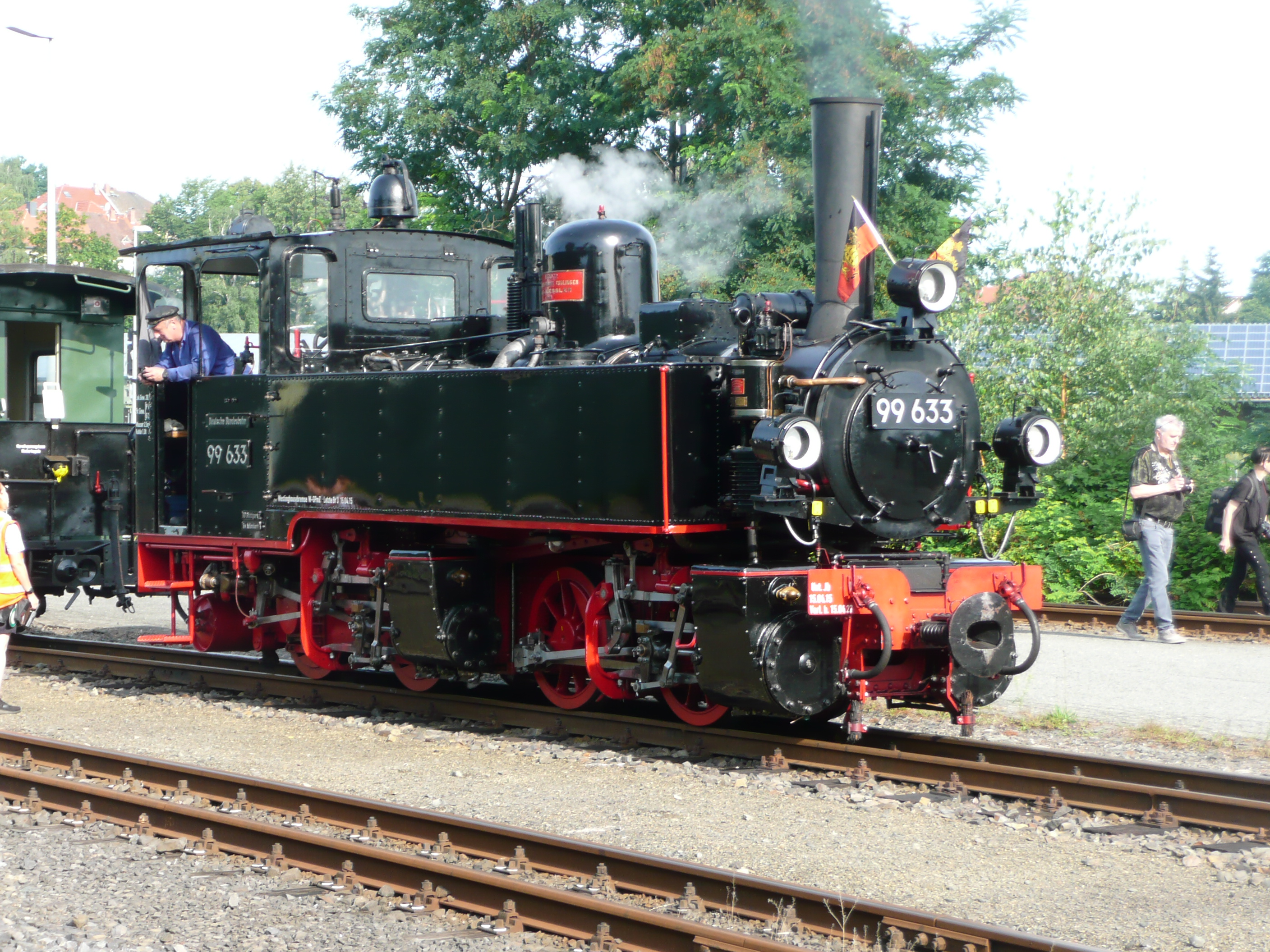
Lokomotiva 99 633 na festivalu Historik Mobil 2021 v Žitavě

Württemberská Tssd (německy: Württembergische Tssd) je označení čtyřnápravových úzkorozchodných parních lokomotiv Královských württemberských státních drah s pojezdem Mallet o rozchodu 750 mm. Ve strojírnách Maschinenfabrik Esslingen v Esslingenu bylo v letech 1899–1913 postupně vyrobeno celkem devět kusů, které byly nasazeny na několika úzkorozchodných tratích Württemberského království. Deutsche Reichsbahn (DR) lokomotivám později přiřadila označení 99 631–639.
Zkratka Tssd znamená, že se jedná o tendrovou (T) úzkorozchodnou (ss) lokomotivu s "duplexním" (d) pohonem.